# 67e bataillon de chars de combat
Le 67e bataillon de chars de combat (67e BCC) est une unité de l'armée française. Créé en avril 1939 pour défendre la Tunisie, il rejoint en juin 1940 la France envahie par les Allemands. Équipé de chars D1 obsolètes, il est rapidement anéanti, non sans avoir contre-attaqué avec succès. 

## Historique du67eBCC
Il est formé le 1er avril 1939, à partir de volontaires issus des régiments de chars de combat de métropole. Il est équipé avec des chars D1 venus du parc de Lunéville (anciennement au 508e RCC).
Le 30 mai 1940, le 67e BCC, regroupant 43 D1 en état de marche, embarque pour la France afin de participer à la campagne de France,. Les chars quittent le port de Marseille le 9 juin pour arriver le 10 en Champagne. Le bataillon est affecté à la 4e armée, pour renforcer la 6e DIC, division affaiblie par les combats de mai. Ces deux unités sont engagées le 12 juin contre le 41e corps d'armée allemand (XXXXI. AK mot : 8.PzD, 6. PzD et 20.ID mot) autour de Suippes et de Souain (dans le département de la Marne), : les compagnies de chars sont engagées séparément en contre-attaque contre les blindés allemands (notamment des PzKpfw 38 (t)), mais le blindage des D1 ne résiste pas aux canons antichars allemands de 37 mm. Les derniers chars sont perdus le surlendemain dans la retraite ordonnée le soir même ; le bataillon est finalement dissous le 26 juin 1940.

## Décoration
Pour sa conduite durant la campagne, il est cité à l'ordre de l'armée et reçoit la Croix de guerre 1939-1945 : 

« Le 67e bataillon de chars de combat, sous les ordres du chef de bataillon Valleteau, engagé le 12 juin 1940 dans la région de Souain, pour dégager la 5e DIC menacée de flanc, a réussi brillamment son opération en détruisant de nombreux chars ennemis.
A, en outre, libéré 200 prisonniers avec des moyens considérablement réduits, a renouvelé son exploit le 13 et le 14 juin en plein succès grâce à l'héroïsme et à l'esprit de sacrifice des équipages provoquant l'admiration des éléments de la Grande Unité qu'il était chargé de protéger. »

— Citation à l'ordre de l'armée - Ordre no  211 /C du 2 septembre 1940

## Ordre de bataille
Les sous-unités sous les suivantes en juin 1940 :
- Commandant : chef de bataillon Valleteau
- 1re compagnie : capitaine Lapiche
- 2e compagnie : capitaine Faure
- 3e compagnie : capitaine Blanc
- compagnie d’échelon : capitaine Duhen